# Théo van Rysselberghe
Théo (Théophile) van Rysselberghe (Gent, 23 november 1862 - Le Lavandou, 14 december 1926) was een Vlaamse neo-impressionistische kunstschilder, graficus en ontwerper, die op het einde van de 19de eeuw een sleutelrol speelde binnen de Europese kunstwereld. Zo was hij onder meer een van de oprichters van de avant-gardegroep les XX (Les Vingt) in 1883.

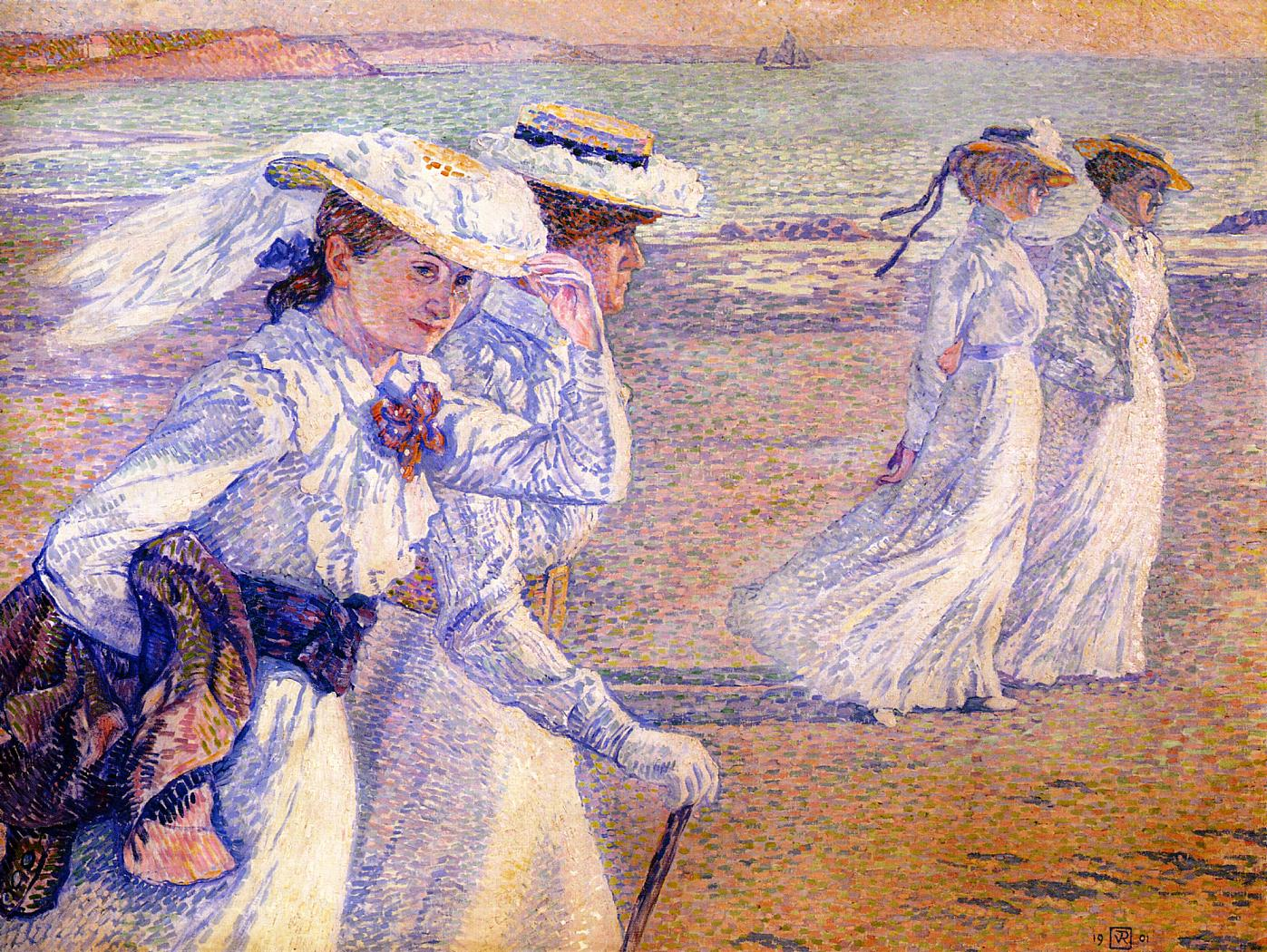
La Promenade, 1901, Koninklijke Musea voor Schone Kunsten van België, Brussel

## Jeugdjaren
Théo van Rysselberghe werd geboren in een Franssprekend Gents middenklasse gezin. Zijn vader werd in 1862  vermeld als "schrijnwerker". Hij kreeg zijn eerste artistieke vorming aan de Gentse Academie voor Schone Kunsten onder Théodore-Joseph Canneel. In 1879 stapte hij over naar de Brusselse Academie voor Schone Kunsten, onder de leiding van Jan Frans Portaels. Deze schilder, die vele maanden in Marokko had doorgebracht, had met zijn Noord-Afrikaanse schilderijen een zekere oriëntalistische mode geschapen voor een cliënteel dat belust was op het exotische. De impact van deze werken zou de jonge Van Rysselberghe sterk beïnvloeden. Tussen 1882 en 1888 maakte hij drie reizen naar Marokko, met een totaal verblijf aldaar van ongeveer anderhalf jaar.
Hij was net 18 jaar oud toen hij met twee portretten deelnam aan zijn eerste tentoonstelling: het driejaarlijkse Salon van Gent. Kort daarna schilderde hij zijn Zelfportret met pijp (1880), geschilderd in vrij sombere kleuren, in de stijl van de toenmalige Belgische realistische traditie. Zijn Kind in een open plek in het bos (1880) en de marines Zeilboten op een rivier (1880) en Schepen in de haven (1881) wijken reeds af van deze stijl en vormen een schuchtere poging in de richting van het impressionisme. Vlug daarop zou hij zijn eigen realistische stijl, die aanleunt tegen het impressionisme, ontwikkelen. Hij ging in 1881 wonen in Brussel en in hetzelfde jaar nam hij voor het eerst deel aan het Salon van Brussel. In augustus 1882 schilderde hij het doek Poel in de Kempen, dat bewaard wordt in het Museum voor Schone Kunsten in Gent. Mogelijk ontstond dit werk in Genk, op dat moment een geliefd kunstenaarsoord in België.

## Eerste reis naar Marokko

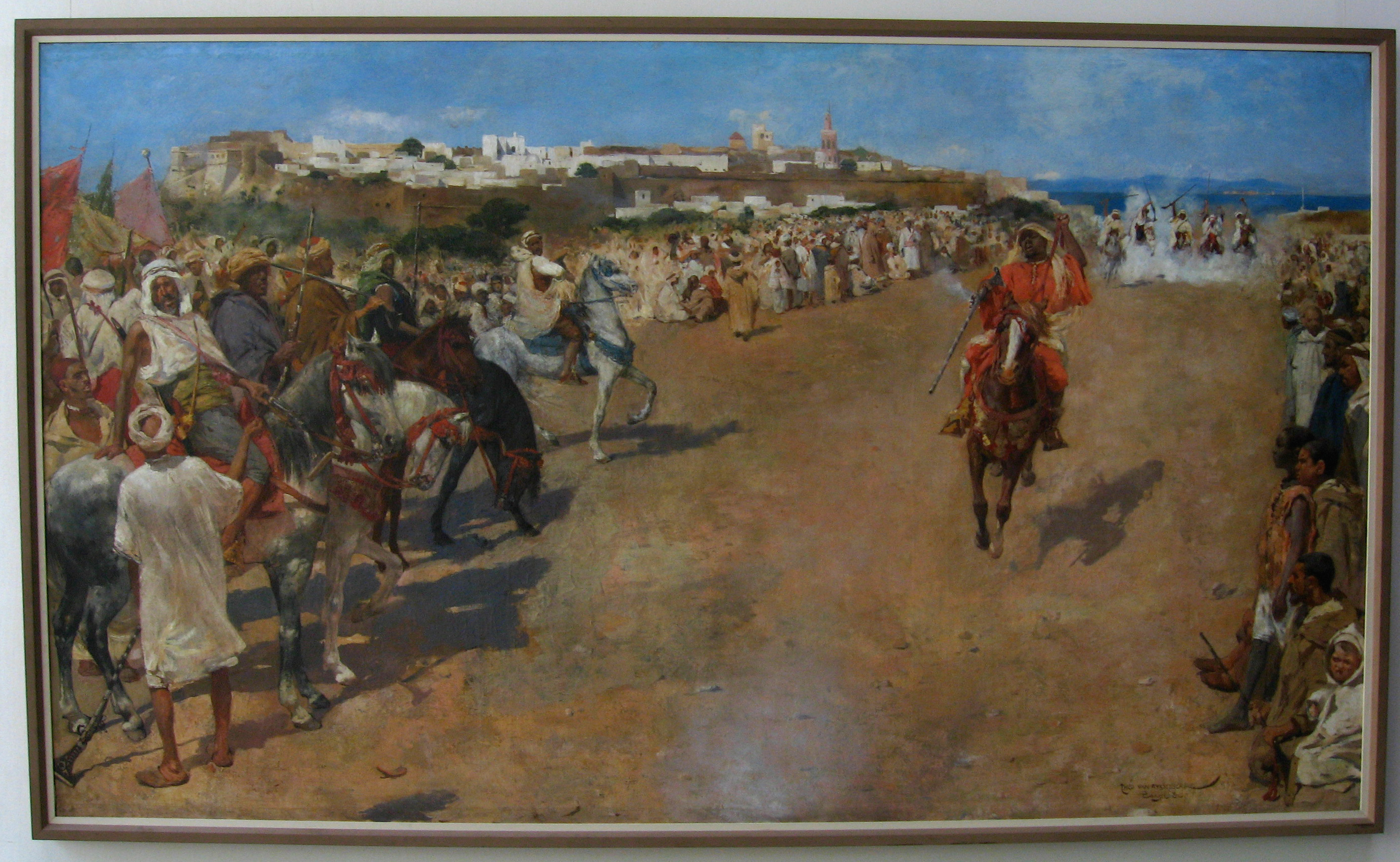
Arabische fantasia, 1884, Koninklijke Musea voor Schone Kunsten van België, Brussel

In de winter van 1882 trad Théo in de voetstappen van zijn leermeester Jean-François Portaels en vertrok naar Marokko. Hij reisde in gezelschap van zijn vriend Frantz Charlet en de Spaanse schilder Dario de Regoyos. In Spanje bezocht hij het Prado museum, waar hij in het bijzonder de "oude Vlaamse, Italiaanse en Spaanse meesters" bewonderde. Hij ontmoette in Sevilla Constantin Meunier, die een kopie aan het maken was van de Kruisafneming van Pedro de Campaña. Dit kort Spaans verblijf leverde twee schilderijen op: Spaanse (1881) en Sevilliaanse (1882), beide reeds totaal verschillend in stijl. Toen hij, eind oktober 1882, voet aan wal zette in Tanger, opende er voor hem een heel nieuwe wereld: zo dicht bij Europa, en toch totaal verschillend. Hij zou er vier maanden verblijven. Hij tekende en schilderde de pittoreske scènes op straat, in de kasba en in de soeks: Arabische schoenlappers (1882), Arabische jongen (1882) en Rustende wachter (1883).

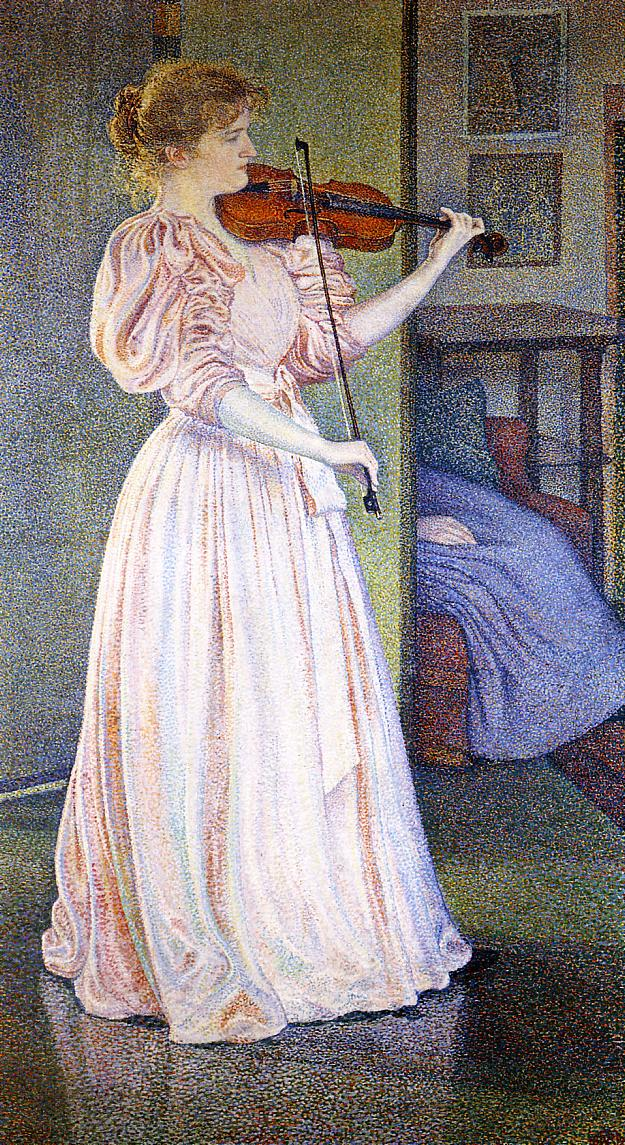
Portret van Irma Sèthe, 1894, Musée du Petit Palais, Parijs

Terug in België, neemt hij met ongeveer 30 werken deel aan de Cercle Artistique et Littéraire in Gent. Hij had onmiddellijk succes, in het bijzonder met De kif rokers, De sinaasappelverkoper en de marine De zee-engte (ondergaande zon), Tanger.
Hij toonde deze werken opnieuw in 1883 in het Salon L'Essor in Brussel voor een enthousiast publiek. Rond deze tijd knoopte hij een levenslange vriendschap aan met de schrijver en dichter Emile Verhaeren. Hij zou hem later verschillende malen portretteren. Deze portretten behoren tot de beroemdste werken van Van Rysselberghe.
Van Rysselberghe vertrok in september 1883 naar Haarlem om er een kopie te maken van een werk van Frans Hals. Het licht in dit werk en de accurate weergave ervan in zijn eigen schilderijen zou hem voor de rest van zijn leven in de ban houden. Gedurende dit verblijf maakte hij ook kennis met de Amerikaanse schilder William Merritt Chase.

## Les XX

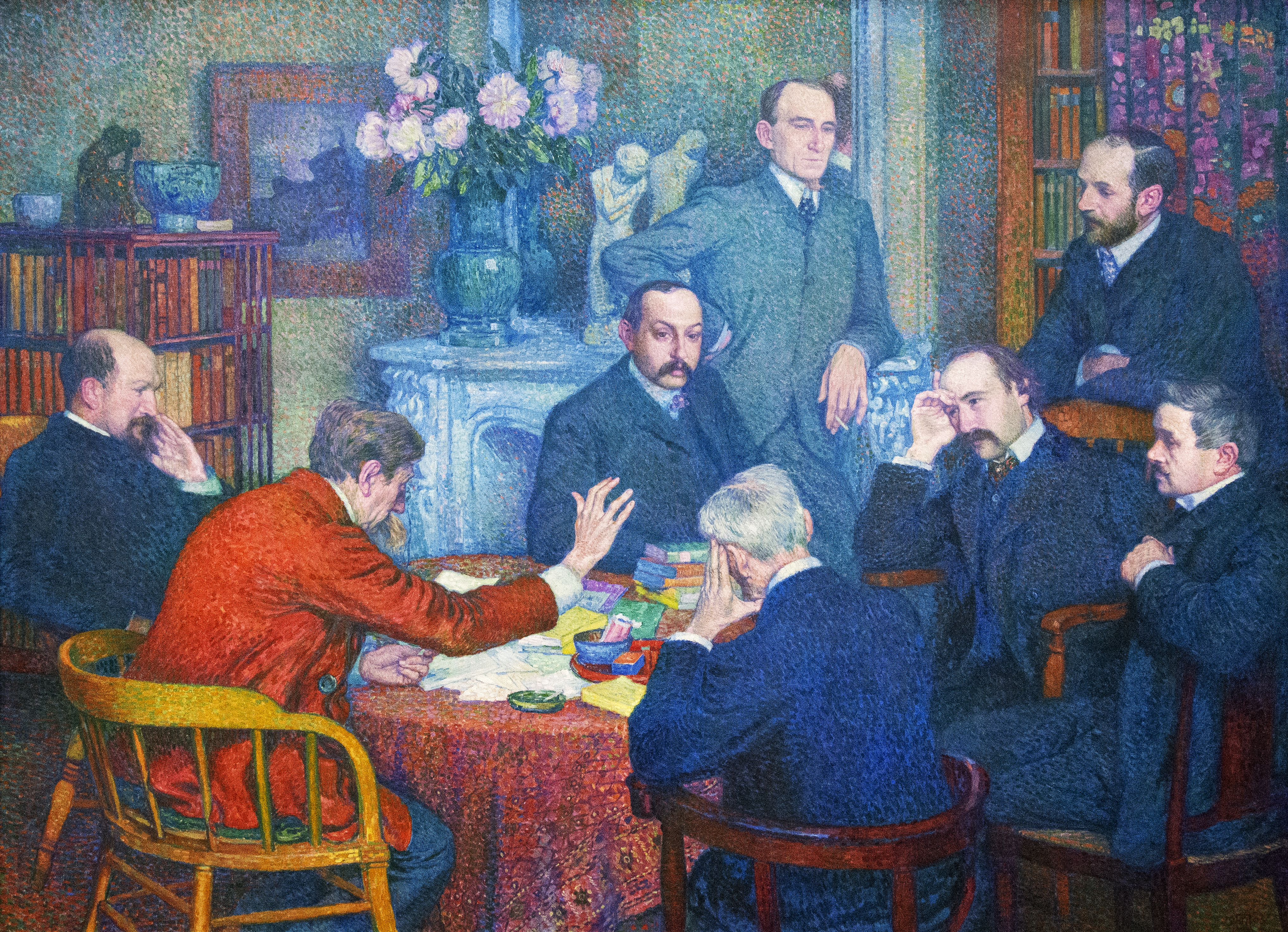
De lezing door Emile Verhaeren, 1903, Museum voor Schone Kunsten (Gent)

Théo van Rysselberghe was op 28 oktober 1883 één der voornaamste medestichters van de kunstenaarsgroep Les XX, een groep jonge radicale artiesten die rebelleerden tegen het verouderde academisme en de heersende artistieke standaarden. De Brusselse jurist Octave Maus werd als secretaris verkozen. Hij zou spoedig uitgroeien, door het organiseren van de tentoonstellingen van Les XX, tot de kunstpaus van die tijd. Andere bekende leden van Les XX waren James Ensor, Willy Finch, Fernand Khnopff, Félicien Rops, en later Auguste Rodin en Paul Signac. Door zijn lidmaatschap van deze kunstenaarsgroep kwam Van Rysselberghe in contact met verschillende andere radicale artiesten, zoals de Amerikaan James McNeill Whistler, die driemaal zou deelnemen aan deze tentoonstellingen. Men kan de invloed zien van deze Amerikaanse schilder in het portret Oscar Maus als een dandy (1883). Théo van Rysselberghe zou verschillende portretten schilderen van Octave Maus en van zijn echtgenote.

## Tweede reis naar Marokko

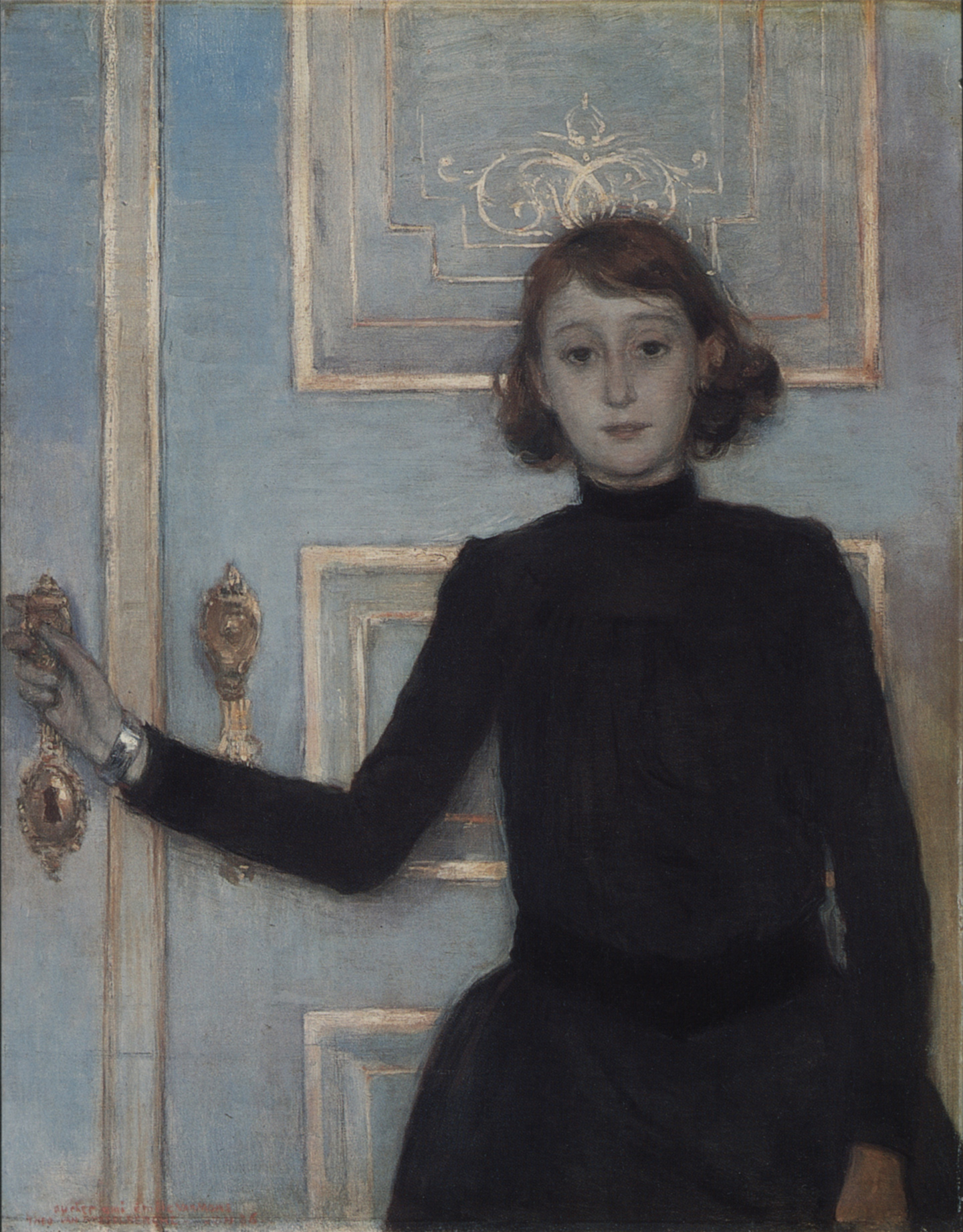
Portret van Marguerite van Mons (de toekomstige echtgenote van Thomas Braun, 1886, Museum voor Schone Kunsten, Gent

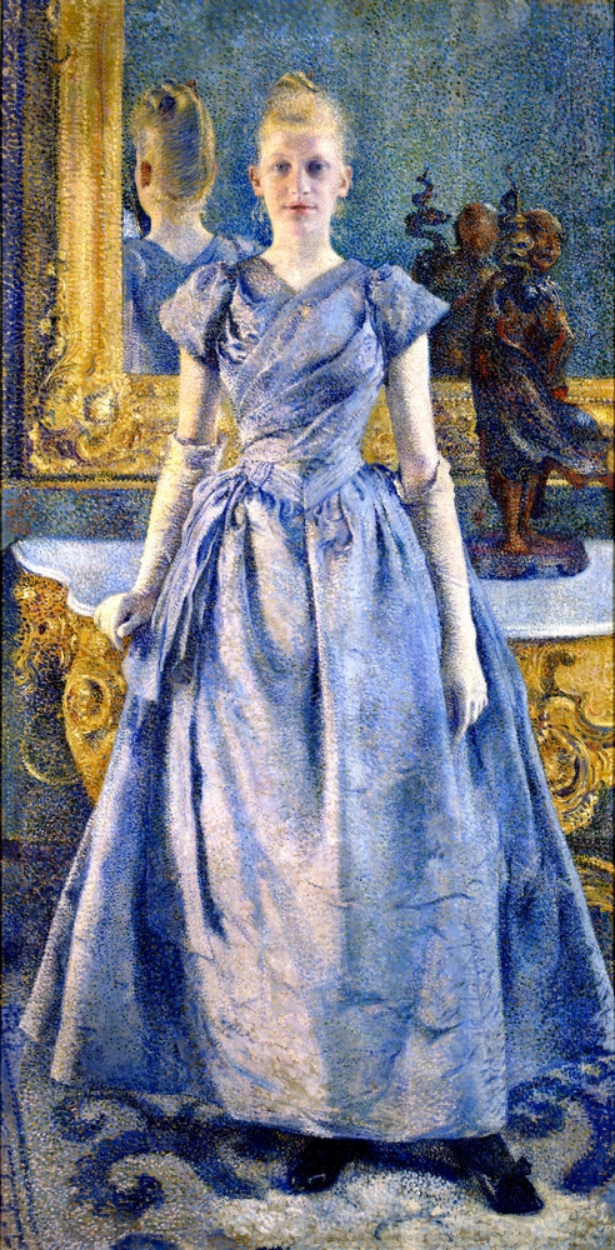
Portret van Juffrouw Alice Sèthe, 1888, Musée départementale du Pieuré, Saint Germain-en-Laye

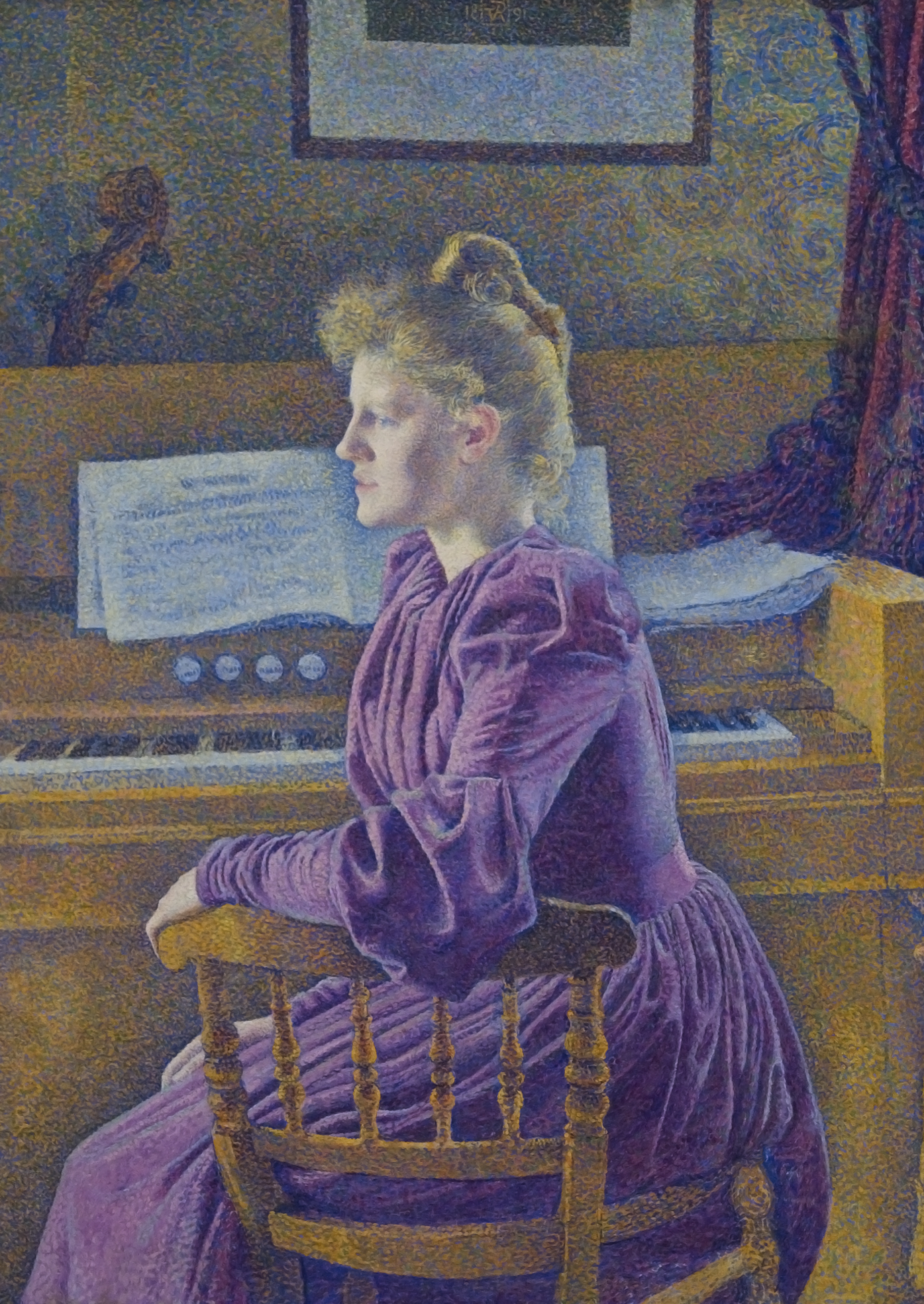
Portret van Mevrouw Henry Van de Velde-Sèthe, 1891, Koninklijk Museum voor Schone Kunsten Antwerpen

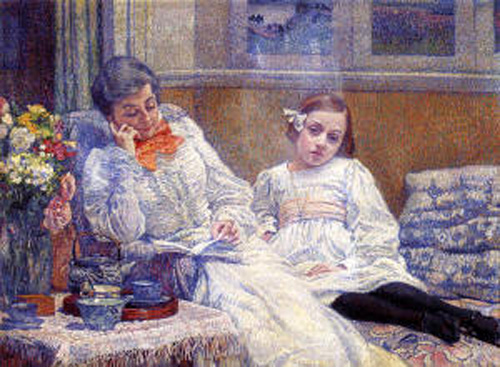
Portret van zijn vrouw Maria en dochter Elisabeth

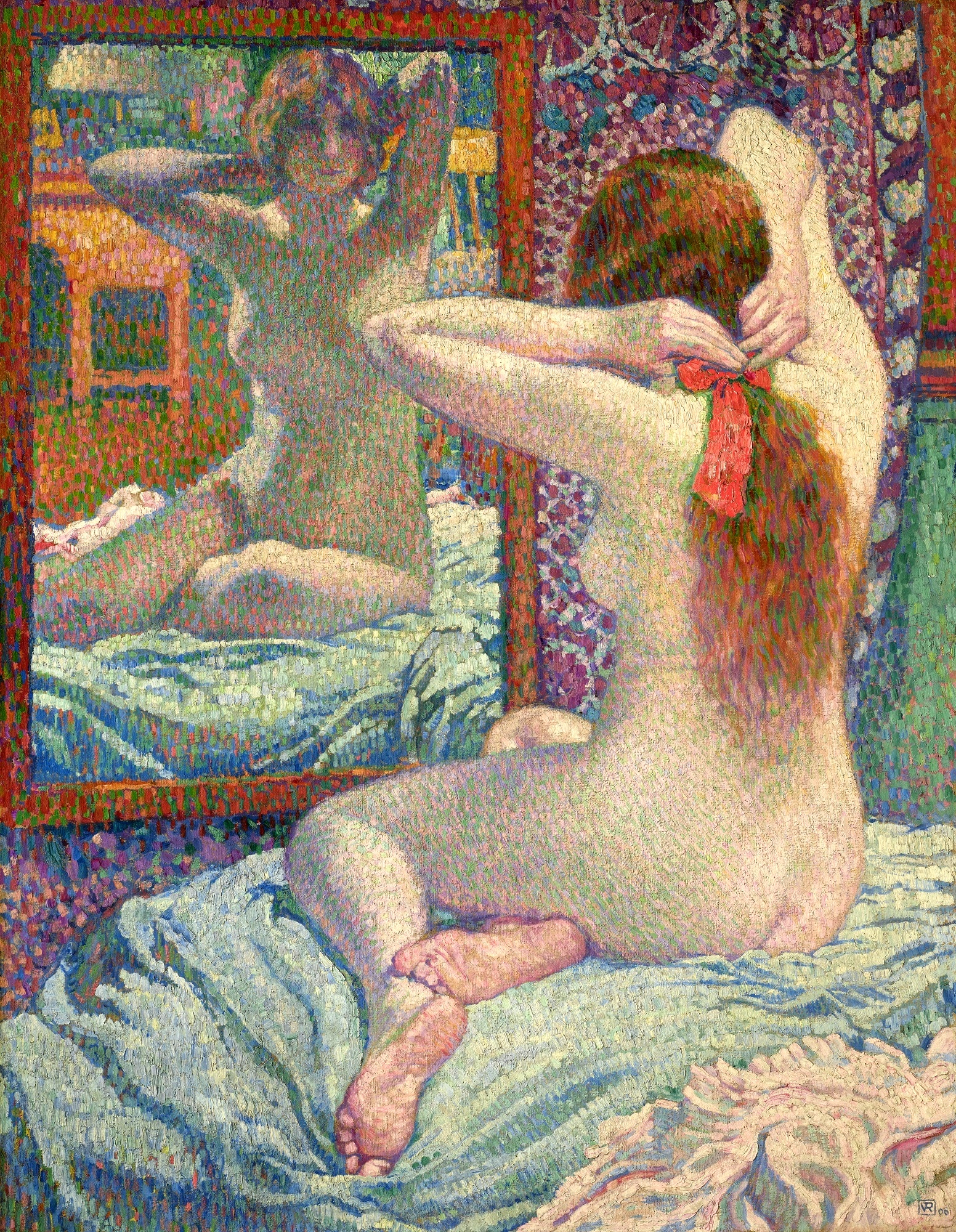
Het bloedrode lint, 1906

Samen met Frantz Charlet, vertrok Théo van Rysselberghe opnieuw naar Tanger in november 1883. Hij verbleef er één jaar. Gedurende die tijd was hij in voortdurende correspondentie met Oscar Maus. Hij drong bij hem aan op het aanvaarden van enkele nieuwe namen voor de eerste tentoonstelling van Les XX, namelijk Constantin Meunier, Alfred Verwee en William Gerritt Kaase (hij had deze laatste ontmoet in Haarlem). Samen met de Amerikaanse schilder John Singer Sargent en de gefortuneerde schilder Ralph Wormeley Curtis maakte hij een reis door Andalusië in april 1884. Hij nodigde hen tevens uit op de volgende tentoonstelling in Brussel.
Ditmaal probeerde Théo van Rysselberghe zichzelf te overtreffen gedurende zijn verblijf in Tanger. Zijn groot, exotisch schilderij Arabische fantasia (1884), een thema geïntroduceerd door Eugène Delacroix is zijn beste werk uit die periode. Het schilderij baadt in het harde licht van de warme Marokkaanse zon. Van nu af aan zou Van Rysselberghe geobsedeerd worden door de weergave van het licht.
Geldgebrek deed hem echter, op het einde van oktober 1884, terugkeren naar België. Théo van Rysselberghe toonde zijn Arabische fantasia op de tweede tentoonstelling van Les XX, samen met nog vijf andere schilderijen, waaronder de bekende Abraham Sicsu (1884) en De Arabische verteller.

## Impressionisme
Niettegenstaande zijn succes met deze oriëntalistische werken, stapte Van Rysselberghe toch over naar een nieuwe stijl, waarbij hij zijn eigen interpretatie gaf van zijn model in gedempte kleuren met gebruik van verschillende paarse of zwarte gradaties, die afwisselen met lichte kleuren. Hiervan getuigen zijn schilderijen Jeanne and Marguerite Schlobach (1884), Octave Maus (1885), Camille van Mons (1886), Portret van Marguerite van Mons (1886) (dat men best eens vergelijkt met het Portret van Gabrielle Braun (1886) van Fernand Khnopff).

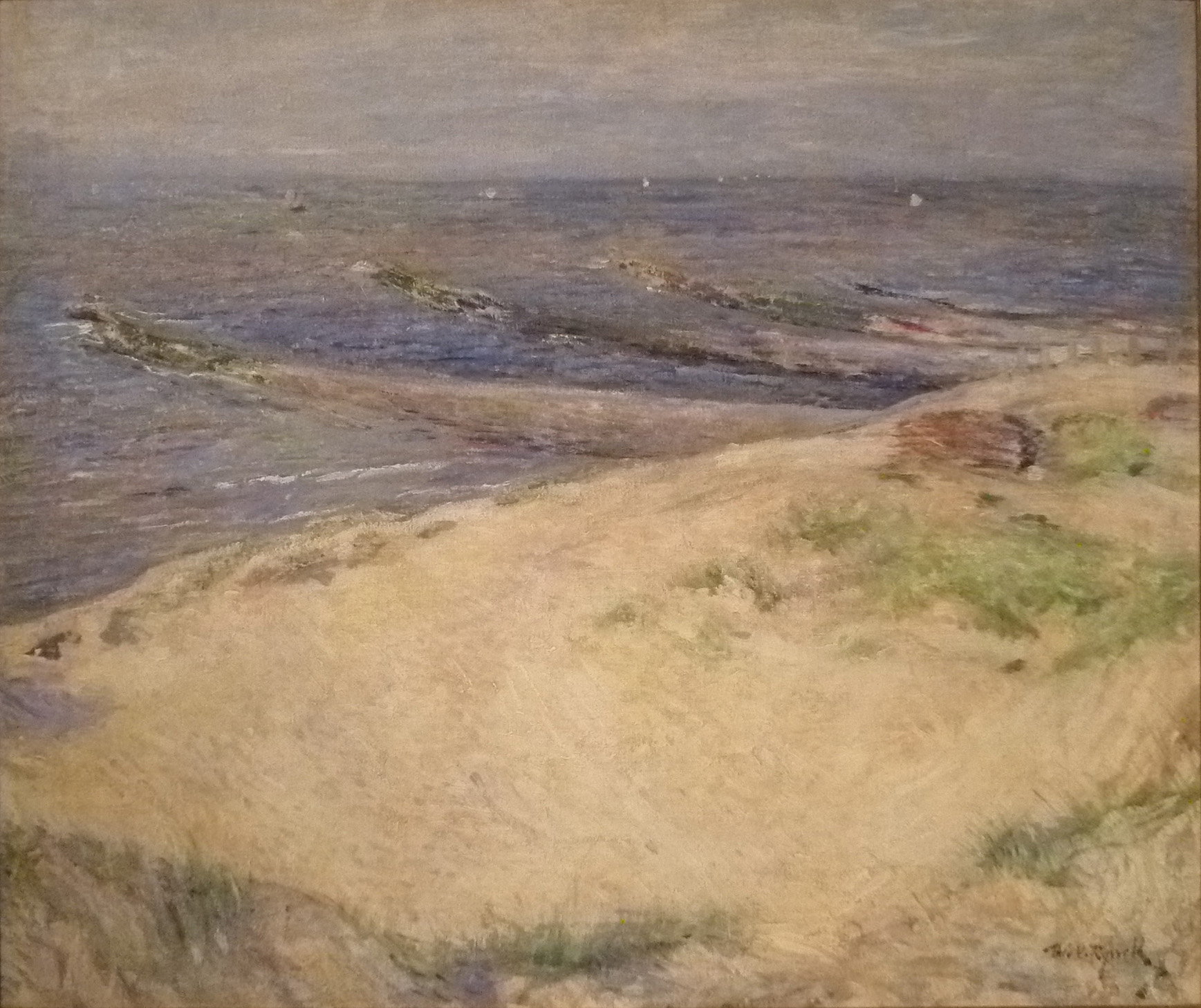
Vier golfbrekers te Heist

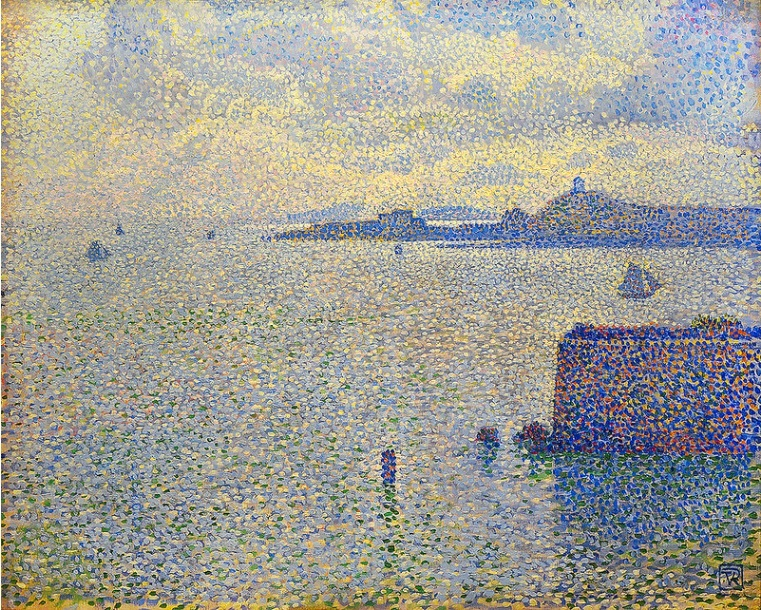
De toegang tot de haven van Roscoff, 1892, Musée d'Orsay, Parijs

Hij zag de inzendingen van de impressionisten Claude Monet en Auguste Renoir op de tentoonstelling van Les XX in 1886. Hij was diep onder de indruk van deze nieuwe picturale benadering. Hij begon ook met deze techniek te experimenteren. Dit kan men duidelijk zien in Vrouw met Japans album (1886). Deze invloed van de impressionisten speelt nog meer in de schilderijen Madame Edmond Picard in haar loge (1887) en Mevrouw Oscar Ghysbrecht (1886-1887) (geschilderd met een palet van heldere kleuren). Hij schilderde in 1887 aan de Belgische kust ook nog enkele impressionistische marines Het Zwin bij hoogtij (1887), Vier golfbrekers te Heist en Uitvarende vissersboten (1887).
Omdat hij steeds nauwere banden verkreeg met de Parijse kunstwereld, werd hij door Oscar Maus gebruikt als talent scout om nieuw Parijs' talent aan te trekken voor de volgende tentoonstellingen van Les XX.

## Neo-Impressionisme
Théo van Rysselberghe ontdekte het pointillisme toen hij het schilderij Un dimanche après-midi à l'île de La Grande Jatte van Georges Seurat zag in 1886 op de achtste tentoonstelling van de impressionisten. Deze ervaring, die aankwam als een schok, zou zijn stijl gedurende lange tijd sterk beïnvloeden. Samen met Henry Van de Velde, Georges Lemmen, Xavier Mellery, Willy Herman Schlobach, Alfred William Finch and Anna Boch zou hij voortaan deze stijl toepassen in zijn werken en een fervent pleitbezorger ervan worden. Georges Seurat werd uitgenodigd op de volgende tentoonstelling van Les XX in 1887. Maar zijn werk La grande Jatte werd er onthaald op hevige kritiek.
Het gebruik van het pointillisme door Van Rysselberghe werd door James Ensor smalend afgewezen. Hierdoor is er steeds een conflict blijven bestaan tussen beide schilders. Van Rysselberghe begon te experimenteren met deze nieuwe stijl in 1887, zoals men kan zien in het portret Madame Oscar Ghysbrecht (1887) en Madame Edmond Picard (1887).
Gedurende de zomer van 1887 verbleef hij enkele weken bij Eugène Boch (broer van Anna Boch) in Batignolles bij Parijs. Hij ontmoette er verschillende Parijse schilders zoals Alfred Sisley, Paul Signac, Edgar Degas en in het bijzonder Henri de Toulouse-Lautrec, wiens talent hij bijzonder waardeerde. Trouwens het portret Pierre-Marie Olin (1887) sluit nauw aan bij de toenmalige stijl van Toulouse-Lautrec. Hij slaagde erin verschillende van hen, o.a. Signac, Jean-Louis Forain en Toulouse-Lautrec, te invitéren voor de volgende tentoonstelling van Les XX.

## Derde reis naar Marokko
Théo van Rysselberghe werd, samen met Edmond Picard, uitgenodigd om een Belgische economische missie naar Meknès, Marokko te vergezellen. Gedurende deze reis van drie maanden, maakte hij veel kleurschetsen. Hij tekende toen ook het bekende portret van sultan Hassan I. Na zijn terugkeer in Brussel begon hij, voortgaand op zijn schetsen, nota's en foto's, zijn impressies uit te werken in schilderijen. Zijn Nomadenkamp (1887) is waarschijnlijk zijn eerste echt neo-impressionistisch werk. De invloed van Seurat is onmiskenbaar in zijn Karavaan in de bergen voorbij Schliat. Zijn De poort van Mansour-El-Hay in Meknès (1887) en Marokko, de grote soek (1887) zijn eveneens pointillistische werken, maar toch gebruikt hij nog korte verfstreken en werkt hij nog niet met puntjes. Deze schilderijen behoren tot de zeldzame pointillistische werken over Marokko. Toen hij deze schilderijen afgewerkt had, stopte hij volledig met deze Marokkaanse periode in zijn leven.
Hij legde zich nu toe op het schilderen van portretten. Dit gaf een ganse reeks opmerkelijke neo-impressionistische portretten.

## Pointillisme
Zijn bekend portret, in blauwe en gouden kleuren, van Juffrouw Alice Sèthe (1888) zou een keerpunt worden in zijn leven. Ditmaal had hij uitsluitend gewerkt met puntjes. Alice Sèthe zou later huwen met de beeldhouwer Paul Dubois. Haar zuster, Maria Sèthe, was eveneens een model van Théo van Rysselberghe: Portret van Maria Sèthe aan het harmonium, tentoongesteld in 1891 op het Salon des Artistes Indépendants in Parijs. Maria Sèthe zou later huwen met de art-nouveauarchitect Henry Van de Velde.
Hij maakte in die periode veel neo-impressionistische portretten, zoals het hier afgebeelde portret van zijn vrouw Maria en dochter Elisabeth. Hij had Maria Monnom gehuwd in 1889. Haar moeder leidde de Brusselse drukkerij Veuve Monnom, waar onder andere de tijdschriften La Jeune Belgique en L'Art Moderne werden gedrukt. Zij gingen op huwelijksreis naar het zuiden van Engeland en later naar Bretagne. Dit zou eveneens leiden tot een aantal neo-impressionistische werkjes, zoals De rotspunt van Per Kiridec in Roscoff (1889). Hij ontmoette in Parijs Theo van Gogh en kon aldus Vincent van Gogh uitnodigen op de volgende tentoonstelling in Brussel. Aldus slaagde Vincent van Gogh erin zijn Rode wingerd in Montmajour te verkopen aan Anna Boch, het enige kunstwerk dat hij ooit verkocht.
Naast al deze portretten, schilderde hij in deze periode ook veel landschappen en marines: De Schelde, stroomopwaarts van Antwerpen (1892), De haven van Sète (1892), Sète, vissersboten (1892), Kust van het Kanaal (1892), Duinen in Cadzand (1893), De regenboog (1894), Buitenhuisjes in de duinen (1894).
In 1895 had hij een opdracht gekregen van de Compagnie Internationale des Wagons-Lits om een aantal posters te ontwerpen met grote internationale treinreizen. Hij spoorde hiervoor naar Athene, Constantinopel, Hongarije, Roemenië en Sint-Petersburg. Een bekende poster uit die tijd is Royal Palace Hotel, Oostende (1899).
Théo van Rysselberghe verhuisde definitief van Brussel naar Parijs. Samen met Paul Signac, Maximilien Luce, Aristide Delannoy, Théophile-Alexandre Steinlen, Camille Pissarro, Kees van Dongen, Georges Willaume en nog enkele anderen, droeg hij bij aan het anarchistische magazine Temps Nouveaux.
Théo van Rysselberghe had de climax van zijn neo-impressionistische techniek bereikt op het einde van de jaren 1890. Langzamerhand begon hij nu het gebruik van puntjes te verlaten en weer over te gaan naar bredere penseelstreken in zijn portretten en landschappen: De renbaan, Boulogne-sur-Mer (1900) en het groepsportret Zomermiddag (1900), Meisjes op het strand (1904), Jong meisje met strohoed (1901) en de zeer bekende De lezing (1903) (met het fel contrast tussen de rode en blauwe kleuren).
Na al die jaren als talent scout voor Octave Maus, maakte Van Rysselberghe de vergissing van zijn leven: hij herkende het talent niet van de jonge Pablo Picasso (die toen in zijn Blauwe Periode was). Hij vond zijn werk "lelijk en niet interessant".

## Latere jaren
Zijn pointillistische techniek, die hij gedurende zoveel jaren gebruikt had, werd na 1903 meer ontspannen en na 1910 verliet hij deze techniek volledig. Zijn verfstreken werden langer. Hij gebruikte meer levendige kleuren en meer intense contrasten, of soms zachtere kleurtonen. Hij was een meester geworden in het toepassen van licht en warmte in zijn schilderijen. Zijn Olijfbomen in de buurt van Nice (1905) herinneren ons aan de techniek gebruikt door Vincent van Gogh. De langere uithalen in rood en zachtpaars springen in het oog in zijn werk Baadsters onder de pijnbomen in Cavalière (1905).
In de lente van 1904 toerde hij rond per fiets, samen met zijn vriend, de schilder Henri-Edmond Cross, langs de Middellandse Zeekust tussen Hyères en Monaco, op zoek naar een geschikte plaats voor zijn nieuwe woning. Ten slotte streek hij neer in Saint-Clair, waar ook Cross sinds 1892 woonde en eveneens zijn broer, de architect Octave Van Rysselberghe. Zijn broer ontwierp in 1911 voor hem zijn nieuwe woning. Théo van Rysselberghe trok zich nu volledig terug aan de Middellandse Zee en liet de Brusselse kunstkringen volledig los.
Hij schilderde nu bijna uitsluitend landschappen van de Middellandse Zee en portretten van zijn vrouw en dochter, of van zijn broer Octave. Hij schilderde ook grote muurschilderingen. In 1910 schilderde hij op bestelling een reeks decoratieve panelen (in hoofdzaak bloemencomposities) voor de villa van de familie Nocard in Neuilly.

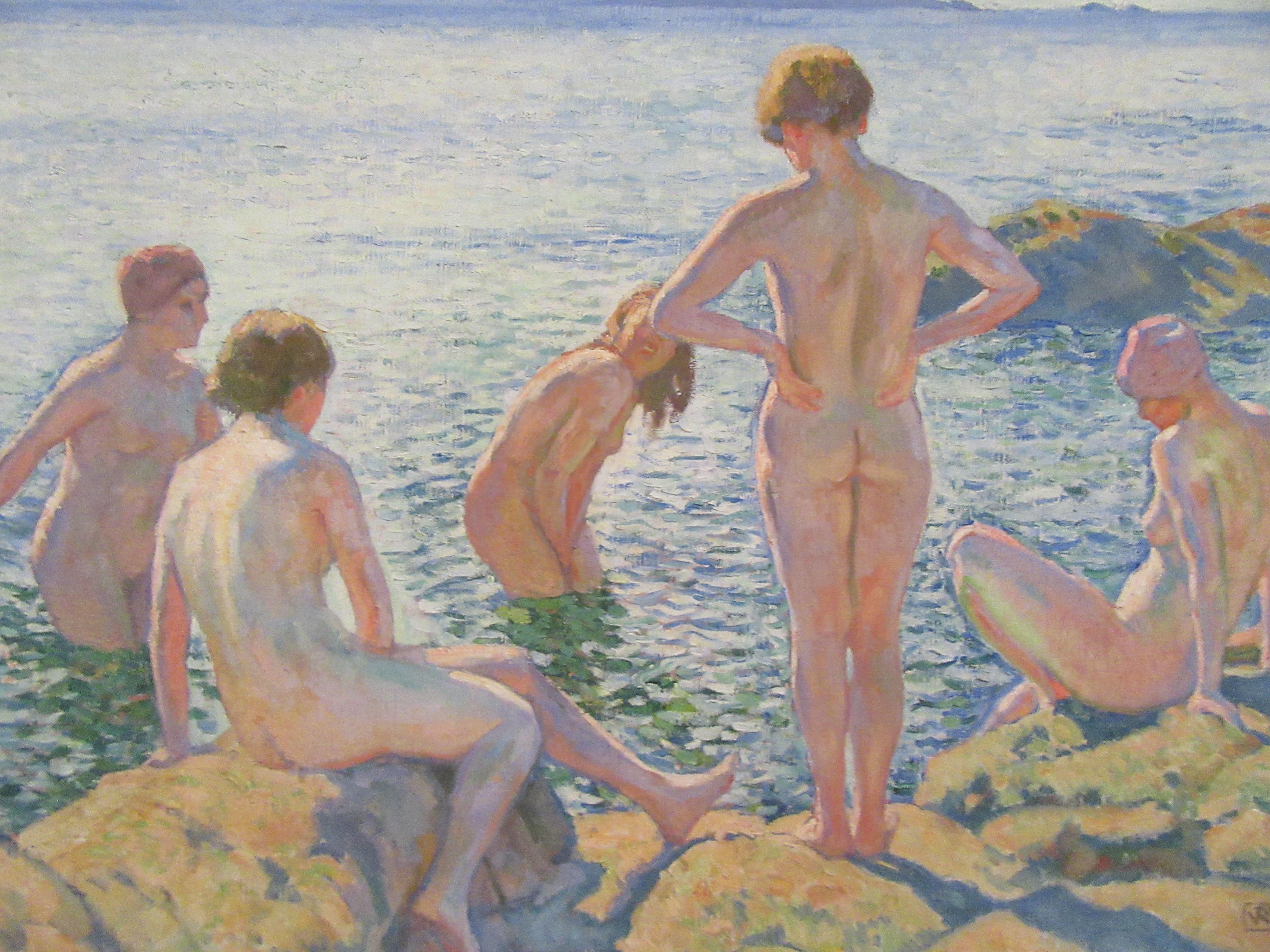
Baadsters, ca. 1910-1920, Mu.ZEE, Oostende

Vanaf 1905 werd het vrouwelijk naakt meer en meer belangrijk, zoals in zijn monumentaal schilderij Na het bad (1910). Zijn schilderij De wingerd in oktober (1912) is geschilderd in levendige rode, groene en blauwe kleuren. Een van zijn laatste werken is Meisje in de badkuip (1925).
Op het einde van zijn leven begon hij ook te beeldhouwen, zoals de bronzen Kop van André Gide.
Hij stierf in Saint-Clair in de Var in Zuid-Frankrijk op 14 december 1926 en werd begraven op het kerkhof van Le Lavandou, naast zijn vriend Henri-Edmond Cross. Hij had Le Lavandou meerdere malen uitgebeeld, zoals in zijn tekeningen in zwart krijt Le Lavandou en in Oost-Indische inkt De hoogten van Lavandou. Het is aldus passend dat een van de grootste neo-impressionistische schilders hier begraven werd.
Veel van zijn werken behoren nog steeds tot privécollecties en kunnen dus slechts zelden door het publiek gezien worden. Een van deze zeldzame gelegenheden was de overzichtstentoonstelling Théo van Rysselberghe in het Paleis voor Schone Kunsten te Brussel en later in het Gemeentemuseum van Den Haag, tussen februari en september 2006.
Zijn werk De haven van Sète (geschreven als Cette) werd in november 2005 op een veiling verkocht voor een recordbedrag van 2,6 miljoen euro.

## Familie
Théo's oudste broer François van Rysselberghe (1846-1893) was wetenschapper en uitvinder. Zijn broer Charles van Rysselberghe (1850-1920) was de Gentse stadsarchitect. Zijn andere broer Octave van Rysselberghe (1855-1929) was een bekende art-nouveauarchitect, die had samengewerkt met Joseph Poelaert en Henry Van de Velde.
Zijn echtgenote Maria van Rysselberghe-Monnom verkreeg bekendheid als biografe van André Gide, via haar monumentale dagboek.

## Musea en openbare verzamelingen
- Koninklijk Museum voor Schone Kunsten Antwerpen
- Brussel, Koninklijke Musea voor Schone Kunsten van België
- Brussel, Museum van Elsene
- Brussel, Koninklijke Bibliotheek van België (E. Verhaerenkabinet en Prentenkabinet)
- Brussel, Verzameling van de Kamer en de Senaat
- Deinze, Museum van Deinze en de Leiestreek (mudel)
- Gent, Museum voor Schone Kunsten
- Luik, MAMAC (voorheen Musée du Parc de la Boverie)
- Luxemburg, verzameling van het Luxemburgse Rode Kruis
- Oostende, Kunstmuseum aan Zee
- Otterlo, Kröller-Müller Museum
- Rotterdam, Museum Boijmans Van Beuningen
- Weimar

## Wetenswaardigheid
- Postzegels: emissies door de Belgische Posterijen in 1992 en 1996; emissie door de Luxemburgse Posterijen in 1996.
- Het schilderij À Thuin ou la partie de tennis [2]- uit de zomer 1889 - werd op 4 juni 2020  bij Christie's in Parijs geveild voor 5.166.500 euro. Het doek toont zijn toekomstige schoonfamilie (Hij huwt in september 1889) tijdens een partijtje tennis bij het landhuis Le Berceau bij de Abdij van Aulne, waar de familie Monnon vaker haar intrek nam. [3] Théo van Rysselberghe gaf het doek aan Henri de Toulouse-Lautrec, waarna het binnen Lautrecs familie bleef.[4]